# Пропорциональный шрифт

Пропорциональный шрифт (сверху) в сравнении с моноширинным

Пропорциональный шрифт — шрифт, знаки (кегельные площадки знаков) которого имеют разную ширину в зависимости от пропорций буквы. Этим он отличается от моноширинного шрифта, в котором литеры не отличаются по ширине друг от друга.
В пропорциональных шрифтах ширина каждого символа зависит от его рисунка: например, точка, запятая, буква «i» занимают совсем мало места; промежуточную ширину имеют «о», «н», «п», «с», а буквы «ж», «ш» — шире всех других.
Пропорциональные шрифты в свою очередь делятся на разноширинные и равноширинные. Последние не следует путать с моноширинным шрифтом: литеры в равноширинном шрифте выровнены для создания видимости одинаковой ширины символов, но в реальности ширина кегельных площадок разных символов различна.